# Pandrecht (België)
Een pandrecht is een zakelijk zekerheidsrecht op roerende goederen. Het creëert een voorrangsrecht op de opbrengst van het bezwaarde goed zodat een schuldeiser meer zekerheid kan krijgen over de betaling van zijn schuldvordering, zeker in een situatie van samenloop.
Op onroerende goederen kan een gelijkaardig recht gevestigd worden, nl. een hypotheekrecht. Dit moet wel genuanceerd worden. Het is ook mogelijk om een pandrecht te hebben op roerende goederen die later onroerend worden door bestemming of incorporatie. Zo kan er een conflict ontstaan tussen het voorrangsrecht van de pandhouder en de hypothecaire schuldeiser.
Het pandrecht wordt geregeld door de "nieuwe pandwet", een wet ingesloten in het (oud) burgerlijk wetboek. In de toekomst zullen deze regels te vinden zijn in boek 9 van het nieuw burgerlijk wetboek.

## Een conventionele zekerheid
Het pandrecht komt tot stand door een pandovereenkomst, daardoor wordt het gekwalificeerd als een conventionele zekerheid (wat tegenover een wettelijke zekerheid staat).
Bij de pandovereenkomst zijn er minstens twee partijen: de pandgever en de pandhouder. De pandgever geeft één of meerdere goederen in pand aan de pandhouder.
Er kunnen echter meerdere partijen betrokken zijn bij deze overeenkomst. Zo kan er een derdepandhouder en/of een derdepandgever partij zijn bij de overeenkomst. In het geval van een derdepandhouder zal het goed door de pandgever aan een derde (geen partij bij de gewaarborgde schuldvordering) worden gegeven ten voordele van de schuldeiser. Dit biedt bij vuistpand als voordeel dat er meerdere pandrechten op hetzelfde goed kunnen worden gevestigd. Men kan de feitelijke macht over dezelfde zaak immers niet aan meerdere schuldeisers tegelijk overdragen. Wanneer er sprake is van een derdepandgever gaat het om een derde (geen partij bij de gewaarborgde schuldvordering) die een pandrecht vestigt op een goed uit zijn eigen vermogen om de schuldvordering op de schuldenaar te garanderen t.o.v. de schuldeiser. Deze zekerheidsstelling is tegelijk een borgstelling, omdat de schuldeiser een extra vermogen krijgt om op uit te winnen. Deze soort van borgstelling zorgt voor een gehoudenheid propter rem (tot een bepaald(e) goed/zaak), terwijl een "gewone" borgstelling voor een persoonlijke gehoudenheid zorgt (lees: alle activa kunnen aangesproken worden ter voldoening van een bepaalde schuld).

## Soorten pandrechten

### Vuistpand
Een vuistpand is een pand op een lichamelijk roerend goed dat tegenstelbaar gemaakt wordt door de buitenbezitstelling van het goed. De feitelijke macht zal daarvoor moeten worden overgedragen aan de schuldeiser (pandhouder) of een derde (derdepandhouder).

### Registerpand
Een registerpand is een pand op een lichamelijk roerend goed dat tegenstelbaar gemaakt wordt doordat de pandhouder het pand registreert in het pandregister.

### Stilpand
Een stilpand is een pand op onlichamelijke roerende goederen (schuldvorderingen). Ze kunnen niet tegenstelbaar gemaakt worden door registratie in het pandregister. Omdat, gelet op derde-beschermende maatregelen zoals art. 2279 (oud) BW, enige publiciteit wel vereist is, wordt een stilpandrecht tegenstelbaar gemaakt door het voorwerp onder de controle te brengen van de pandhouder. Dit houdt in dat men de bevoegdheid krijgt om een kennisgeving te doen aan de schuldenaar van de verpande schuldvordering, effectief tot kennisgeving overgaan is dus niet vereist. Dit wordt ook wel "zwak bezit van het pandrecht" genoemd. Door de controle wordt het wel enkel tegenstelbaar aan "gewone" derden. Om ook tegenstelbaar te zijn aan de verpande schuldenaar zelf of aan derden met een concurrent recht (bv. een andere schuldeiser met een pand op de handelszaak, een cessie,...) moet effectief een kennisgeving aan de verpande schuldenaar worden gedaan (of dient het pand door de verpande schuldenaar erkend te worden). M.a.w. dit moet het voorwerp uitmaken van een "sterk bezit". Deze regeling is om evidente redenen afgestemd op die van overdracht van schuldvordering (cessie).

### Pand op financiële instrumenten, contanten en bankvorderingen
Wanneer een pand gevestigd wordt op financiële instrumenten, contanten en bankvorderingen geldt de wet financiële zekerheden (WFZ). Deze wet voorziet in een sterker pandrecht op vlak van tegenstelbaarheid bij samenloop of een insolventieprocedure (incl. de verdachte periode bij faillissement), en soepelere uitwinnings- en toe-eigeningsmogelijkheden binnen of buiten samenloop.

## Rangregeling
Het is mogelijk dat op één goed meerdere zekerheidsrechten rusten. In dat geval ontstaat er dus een conflict tussen concurrerende schuldeisers. De oplossing van dergelijke conflicten wordt een rangregeling genoemd.

### Pandhouder vs. pandhouder
Wanneer op een goed meerdere (geldige en tegenstelbare) pandrechten rusten zal het conflict opgelost worden door de anterioriteitsregel: het oudere pandrecht primeert op het jongere. De datum die hierbij van belang is, is die van registratie (registerpand) of buitenbezitstelling (vuistpand en stilpand).
Bij pandrechten met eenzelfde datum zal een evenredige verdeling gebeuren.

### Pandhouder vs. Retentor
De schuldeiser die een retentierecht uitoefent (anders dan t.a.v. een goed waarvoor kosten tot het behoud van de zaak zijn gemaakt) zullen de anterioriteitsregel volgen.

### Pandhouder vs. Retentor die kosten tot het behoud van de zaak maakte
De schuldeiser die een retentierecht uitoefent t.a.v. een goed waarvoor hij kosten maakte tot behoud ervan zal kunnen genieten van de superprioriteit.
Hij gaat boven alle pandhouders, ongeacht hun datum.

### Pandhouder vs. Onbetaalde verkoper met een eigendomsvoorbehoud
Het eigendomsvoorbehoud zal hier altijd primeren op de pandhouder door de superprioriteit.

### Pandhouder vs. Bevoorrechte verkoper
Het bijzonder voorrecht van de niet-betaalde verkoper zal altijd primeren op de pandhouder door de superprioriteit.

### Pandhouder vs. Bevoorrechte onderaannemer
Het bijzonder voorrecht van de niet-betaalde verkoper zal altijd primeren op de pandhouder door de superprioriteit.

### Pandhouder vs. Hypothecaire schuldeiser
Conflicten tussen pandhouders en hypothecaire schuldeisers worden opgelost via de anterioriteitsregel. Bij een hypotheek is de relevante datum het moment van inschrijving in het daartoe bestemde register op het bevoegde kantoor van de Algemene Administratie van de Patrimoniumdocumentatie.

### Pandhouder vs. Schuldeiser met een onroerend voorrecht
Conflicten tussen pandhouders en schuldeisers met een onroerend voorrecht worden opgelost via de anterioriteitsregel. Bij een onroerend voorrecht is de relevante datum het moment van inschrijving in het daartoe bestemde register op het bevoegde kantoor van de Algemene Administratie van de Patrimoniumdocumentatie.

### Pandhouder vs. Bijzonder bevoorrechte schuldeisers
Conflicten met bevoorrechte schuldeisers (bijzonder voorrecht op roerende goederen) worden niet beheerst volgens de anterioriteitsregel. Ze worden bepaald door de regels uit artikelen 21 tot 26 van de hypotheekwet, artikel 58 nieuwe pandwet en residuair art. 13 van de hypotheekwet. .

### Pandhouder vs. Algemeen bevoorrechte schuldeisers en Chirografaire/gewone schuldeisers
Pandhouders behoren tot de separatisten. Dit houdt in dat ze een voorrangsrecht hebben op specifieke goederen uit de boedel. De goederen waaraan zo'n specifiek voorrangsrecht kleeft, worden uit de boedel gelicht en in een aparte subboedel gestopt. Wanneer deze subboedel is afgehandeld zal de overschot van de opbrengst toevloeien naar de boedel. Vervolgens worden daarmee de boedelschuldeisers uitbetaald. Wat dan nog rest zal eerst toekomen aan de algemeen bevoorrechte schuldeisers, daarna kunnen eventueel de gewone schuldeisers nog betaald worden. In zeer uitzonderlijke gevallen zal er op het einde nog een overschot kunnen zijn, dat komt dan toe aan de schuldenaar.